# リューリカ AL-21

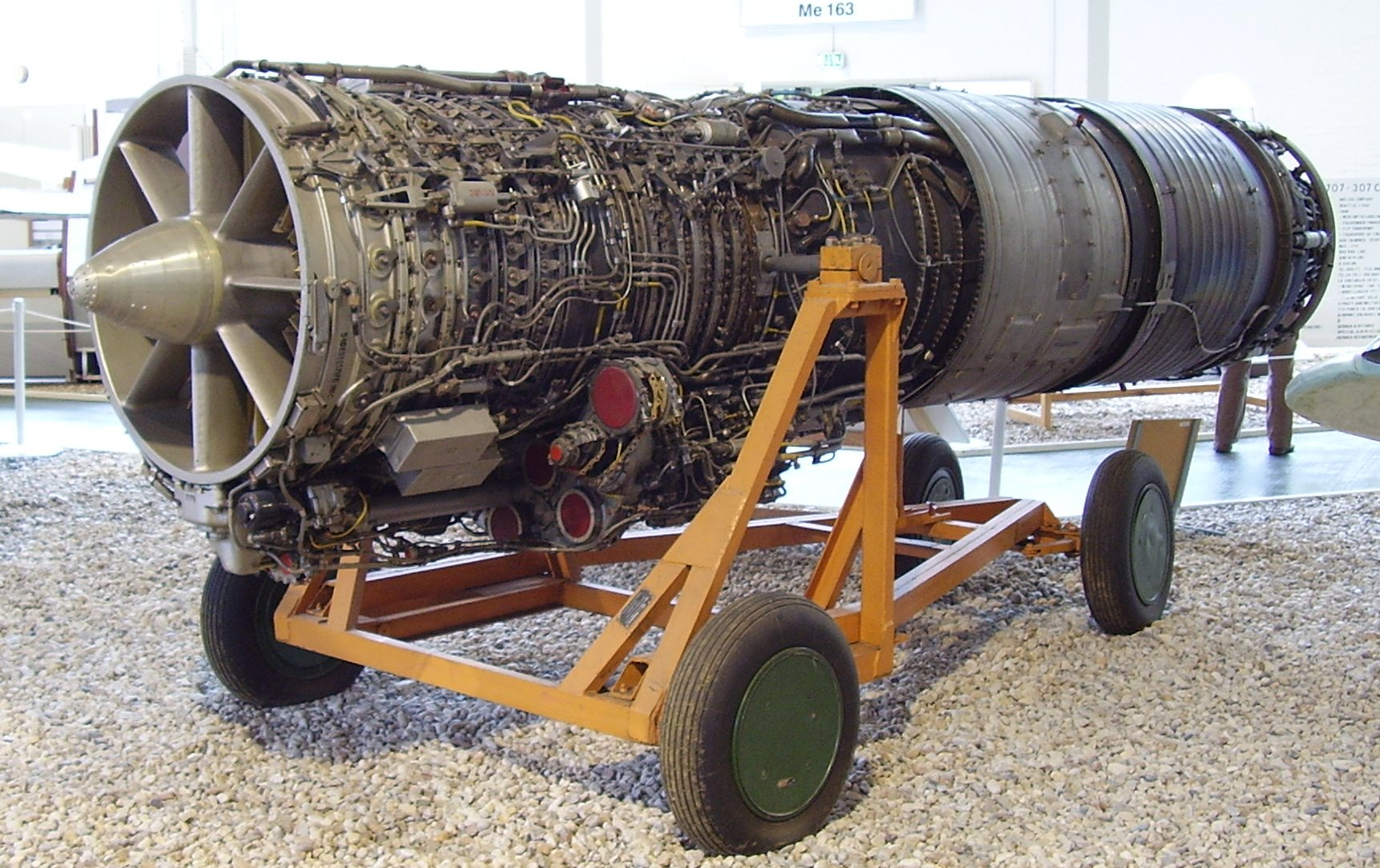
リューリカ AL-21

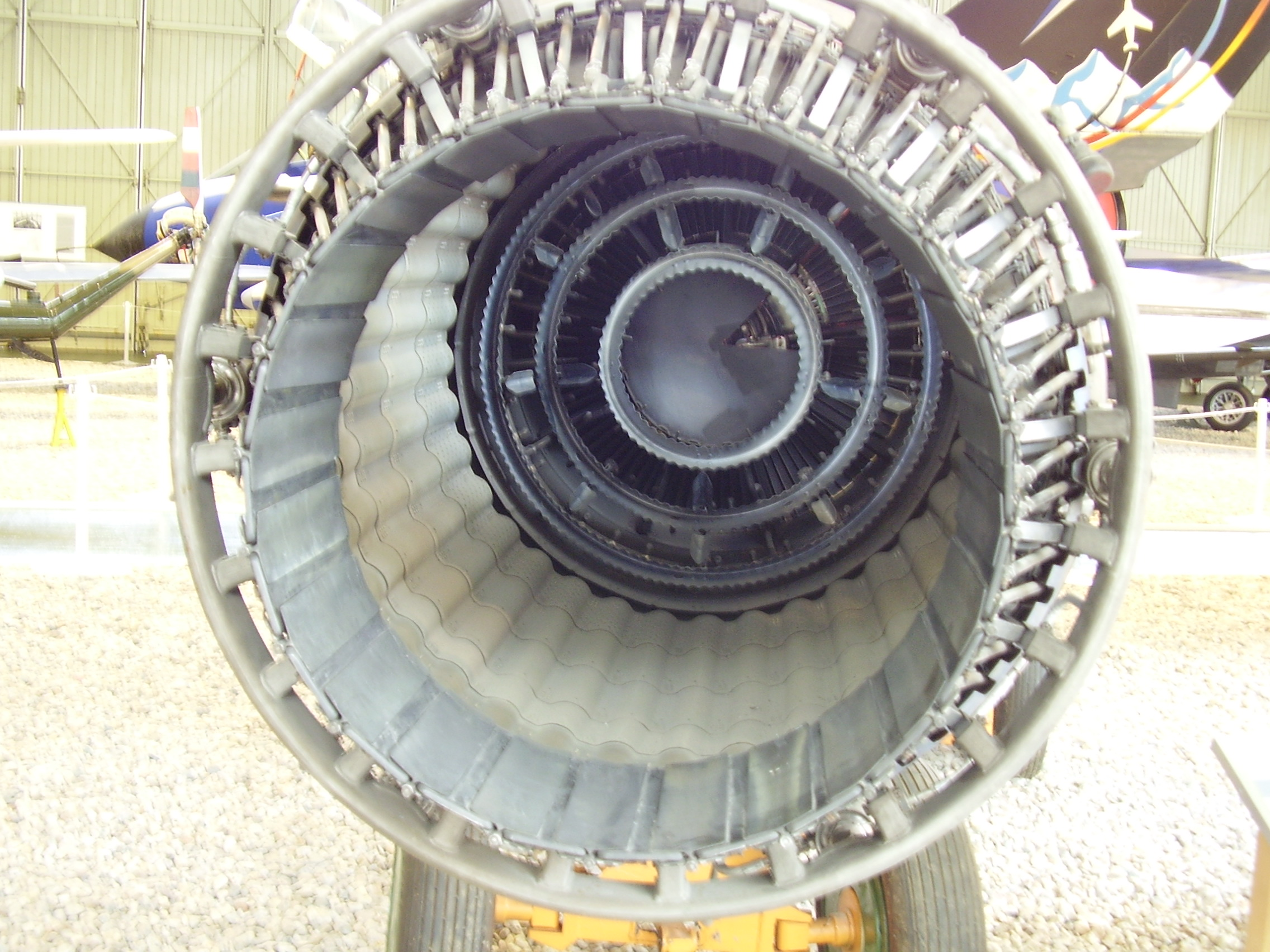
リューリカ AL-21の尾部

リューリカ AL-21は、旧ソビエト連邦の軸流式ターボジェットエンジン。名前はリューリカ設計局の主任設計者アルヒープ・ムィハーイロヴィチ・リューリカ (1908-1984)に由来する。
AL-21は1960代初頭に運用開始された。 Su-17M、Su-24、 初期のMiG-23B(供給問題から変更)やT-10(Su-27の試作機)にも搭載された。

## 仕様(AL-21F-3)
- タイプ:アフターバーナー付ターボジェット
- 全長:5,300 mm (209 in)
- 直径:1,000 mm (39 in)
- 重量:1,700 kg (3,740 lb)
- 圧縮機:14段軸流式 可変式静翼
- 推力：
  - 76.4 kN (17,175 lbf) ドライ
  - 109.8 kN (24,675 lbf)アフターバーナー使用時
- 圧縮比:　14.75:1
- タービン温度:1,100 ℃ (2,000 °F)
- 推力毎の1時間あたりの燃料消費：
  - 77.5 kg/(h·kN) (0.76 lb/(h·lbf)) アイドル時
  - 87.7 kg/(h·kN) (0.86 lb/(h·lbf)) 最高戦闘出力
  - 189.7 kg/(h·kN) (1.86 lb/(h·lbf)) アフターバーナー使用時
- 推力･重量比:64.7 N/kg (6.6:1)
- 平均運用時間: 1,800 時間